# Chiesa di San Pietro in Castello
La chiesa di San Pietro in Castello edificata in stile romanico, attualmente sconsacrata, si trova nella città di Ascoli Piceno.
Sorge su una piccola rupe posta tra piazza Ventidio Basso e porta Solestà di fronte al ponte romano. Questa chiesa è considerata da Giambattista Carducci l'"antico sacro monumento ascolano".

## Storia
L'attuale edificio religioso è stato riedificato sul luogo ove sorgeva l'omonima chiesa, voluta, con atto di liberalità, dal vescovo longobardo Oderisio che, nel secolo VIII, si adoperò per la creazione e la fondazione di molti monasteri benedettini.
La successiva edificazione avvenne nel 1142, tempo in cui Presbitero era vescovo di Ascoli.
La denominazione "in Castello" reca anche la memoria del preesistente castello ascolano, del 1069, detto “castellum de isola”, dotato di torre di difesa, che sorgeva su questo promontorio creato dall'alveo del fiume Tronto. La torre era anche il campanile isolato della chiesa stessa dove era possibile leggere l'epigrafe: “Questa torre fu costruita nell'anno 1069 dell'incarnazione di nostro Signore Gesù Cristo".
L'altra denominazione, ricordata da Sebastiano Andreantonelli, è quella di "San Pietro all'Isola".
Una pietra, che con molta probabilità proviene da questa chiesa, è stata utilizzata per la fabbrica del palazzo vescovile, in piazza Arringo, e reca scolpito il ricordo dell'antica costruzione.
La chiesa fu consacrata, nell'anno 1142, dal vescovo Presbitero che guidò la Chiesa ascolana per un lungo periodo, di lui si hanno notizie dal 1137 fino al 1165. Memoria di questo evento è stata tramandata nella scritta dell'altare interno di San Benedetto Martire:
A.D.INC.MCXLII.P.AESCULAVS.EPISC.CVM.
T.SENOGLIENSI.ET.EGVBINO.EPISC.
HANC.ECCLESIAM.CONSECRAVIT.V.ID.AVG.P.
DIAC.CUM.PRESBYTERO.STABIL.HVIVS.ECCL.
PRIOR.HOC.FIERI.STVDVIT.
(Sebastiano Andreantonelli, Historiae Asculanae, liber unicus, 255)
(Nell'anno dell'incarnazione 1142 Presbitero, vescovo di Ascoli, con i vescovi Trasmondo di Senigallia e Ubaldo di Gubbio, consacrò questa chiesa il 9 agosto. Pietro, diacono, con il presbitero Stabile, priore di questa chiesa, ne fece la realizzazione.)
Nell'ottobre dell'anno 1142 venne istituito presso San Pietro in Castello il Sacro ordine dei canonici agostiniani dal vescovo Rinaldo, che ebbe la carica di arcidiacono nella Chiesa ascolana.
Questa autorizzazione fu confermata, per la prima volta, da papa Celestino III e successivamente da papa Innocenzo III, nel secondo anno del suo pontificato, mediante la breve Lateranense datata 18 gennaio.
La chiesa venne sottoposta alla protezione della Santa Sede da Celestino III e Innocenzo III ed ospitò le spoglie mortali di san Benedetto Martire, custodite sotto l'altare a lui dedicato. Questo santo fu compagno di martirio di sant'Emidio.
Papa Adriano IV la assegnò alla cattedrale.
Altre notizie della chiesa si trovano nella lettera apostolica del 20 novembre 1266 quando papa Clemente IV affidò il compito della difesa dei diritti del vescovo di Ascoli al priore di San Pietro in Castello.
Il vescovo Rinaldo IV, il 1º luglio 1339, concesse l'investitura dei beni della chiesa di Sant'Egidio di Cinno.
La chiesa attuale è stata ricostruita, tra il 1466 e il 1468, dai maestri comaschi: Giovanni di Ambrogio, Cristoforo di Andrea, Domenico di Donato e Bartolomeo di M. Giacomo con il contributo del Capitolo Ascolano. L'esterno del basamento risalirebbe al XIII secolo e questo, secondo Giambattista Carducci, lo si apprezza dalla diversa colorazione dei conci di travertino, dalla differente misura e dal diverso ordine di posizionamento dei filari delle pietre che risultano più irregolari rispetto al resto del sovrapposto.
Ulteriori interventi di trasformazione furono apportati nel XVII secolo, ma il restauro del 1968 riportò l'edificio allo stile originale.
Altre citazioni di San Pietro in Castello compaiono nella Storia della Chiesa Ascolana di Trasmondo in cui si narra che al di sopra di questa chiesa sarebbe apparso in cielo Sant'Emidio per invocare la pace.

## Esterno
Si eleva con una severa facciata rettangolare, bipartita ed aperta da un ingresso ad estradosso lunato, completata da un campanile a vela a base triangolare, visibile nella porzione alta di destra della facciata stessa.
Al di sopra dell'apertura dell'ingresso si mostra un rosone composto da 12 raggi a colonnette tortili, a base esagonale e tonda, completate da capitelli. Con molta probabilità l'intera composizione del rosone è un manufatto postumo rispetto all'epoca della riedificazione della chiesa coevo a quello della chiesa di Santa Maria delle Donne costruita al di fuori delle mura di Porta Romana.
Al di sopra del rosone sono state immurate 5 scodelle maiolicate ordinate a forma di croce, al di sotto del rosone si distinguono due ordini regolari di buche pontaie al di sopra della linea di bipartura ed una al di sotto.

## Interno
Attualmente l'interno della chiesa si compone di un unico ambiente e di tre cappelle nella zona del presbiterio opera del comasco Domenico Grici che si occupò della ristrutturazione dell'edificio nell'anno 1468. La chiesa più antica aveva l'interno tripartio, scandito in tre navate.
Le capriate del soffitto, disegnate da Francesco di M. Giovanni Mattei, furono eseguite invece, nell'anno 1467, da M. Benedetto di Cola da Sant'Egidio alla Vibrata.
Da questa chiesa proviene una Madonna col Bambino e i Santi Michele Arcangelo, Pietro e Filippo, firmata da Simone e Giovan Francesco de Magistris e datata 1574.

## Galleria d'immagini

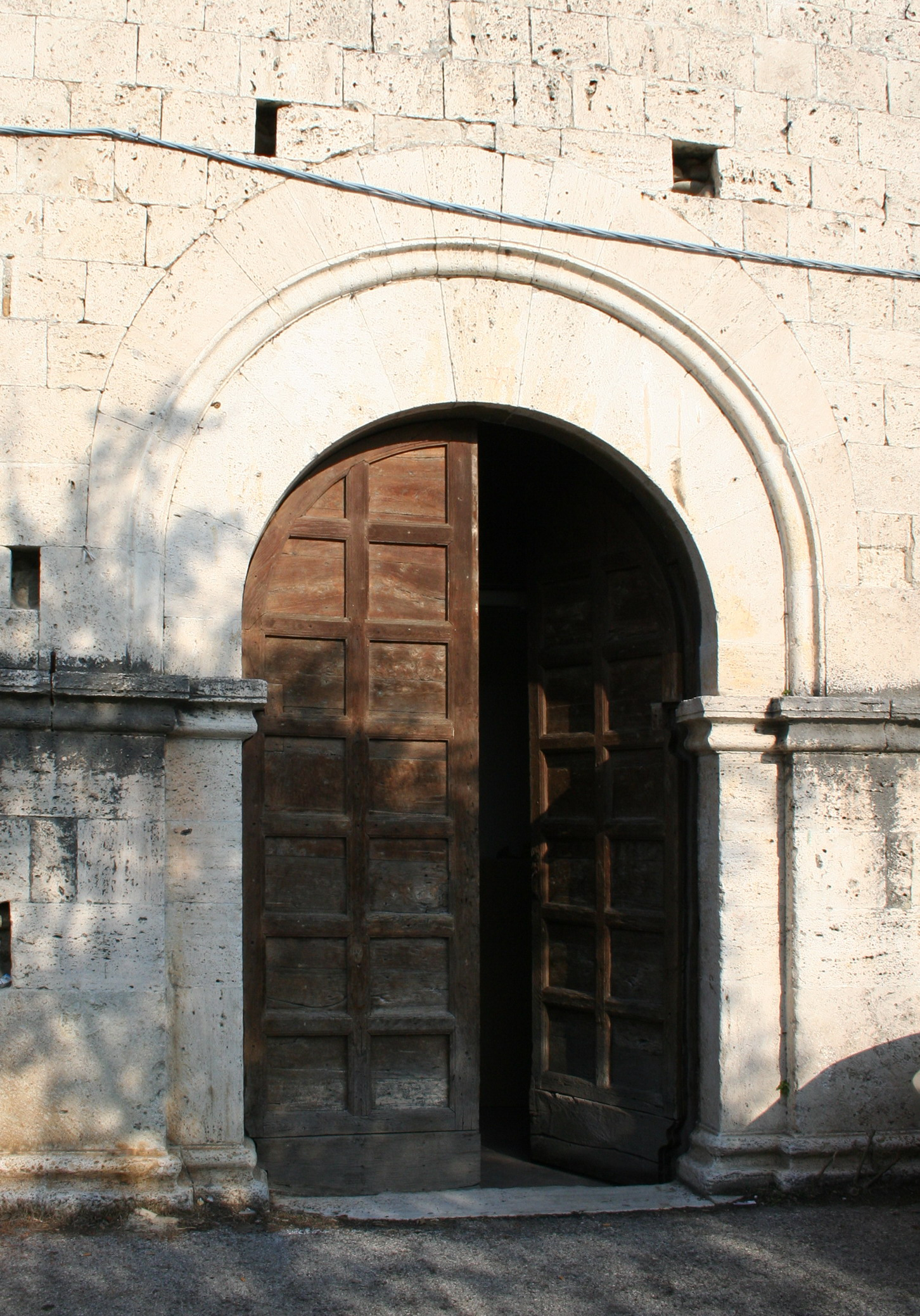
portale dell'ingresso
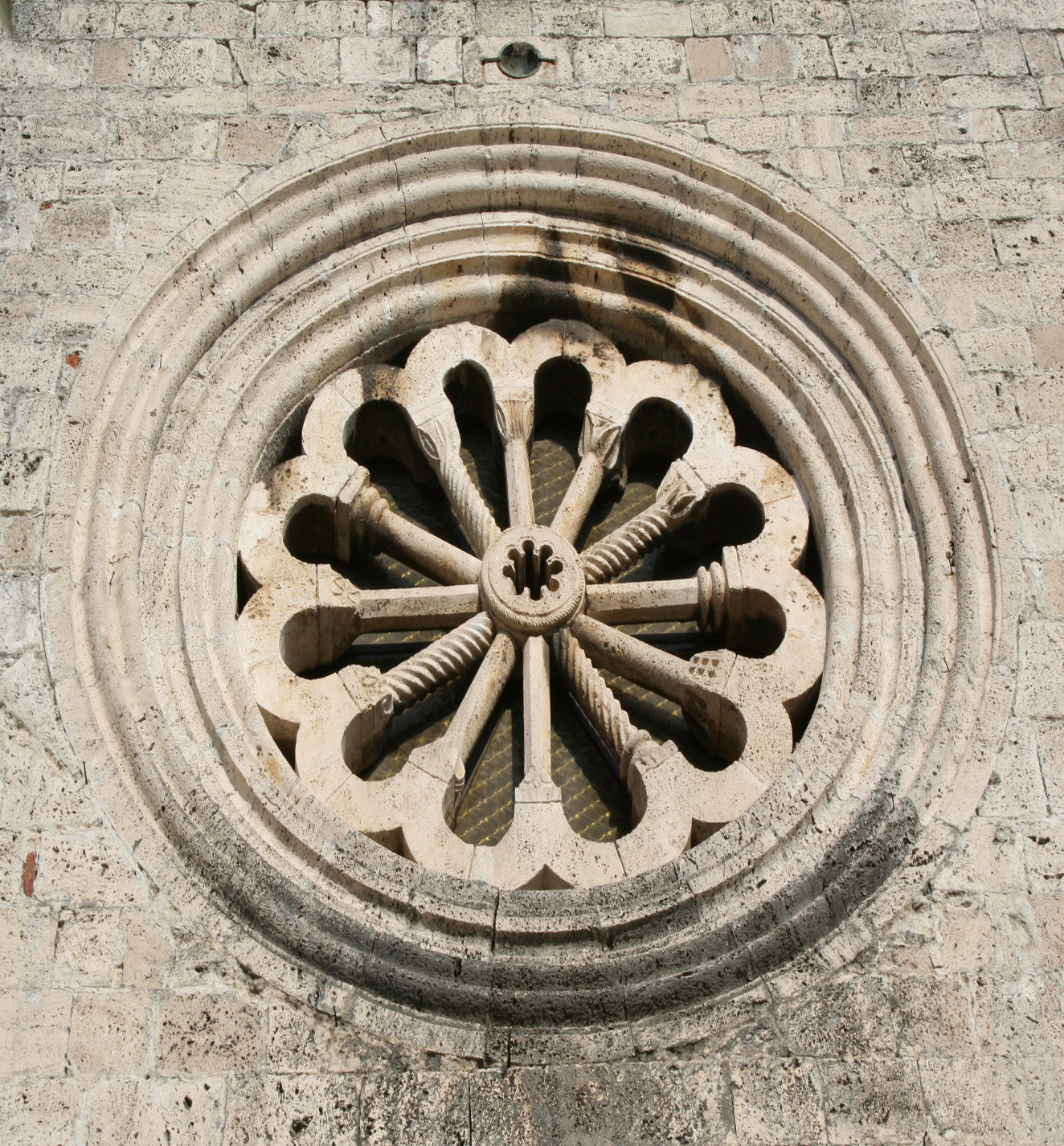
rosone della facciata
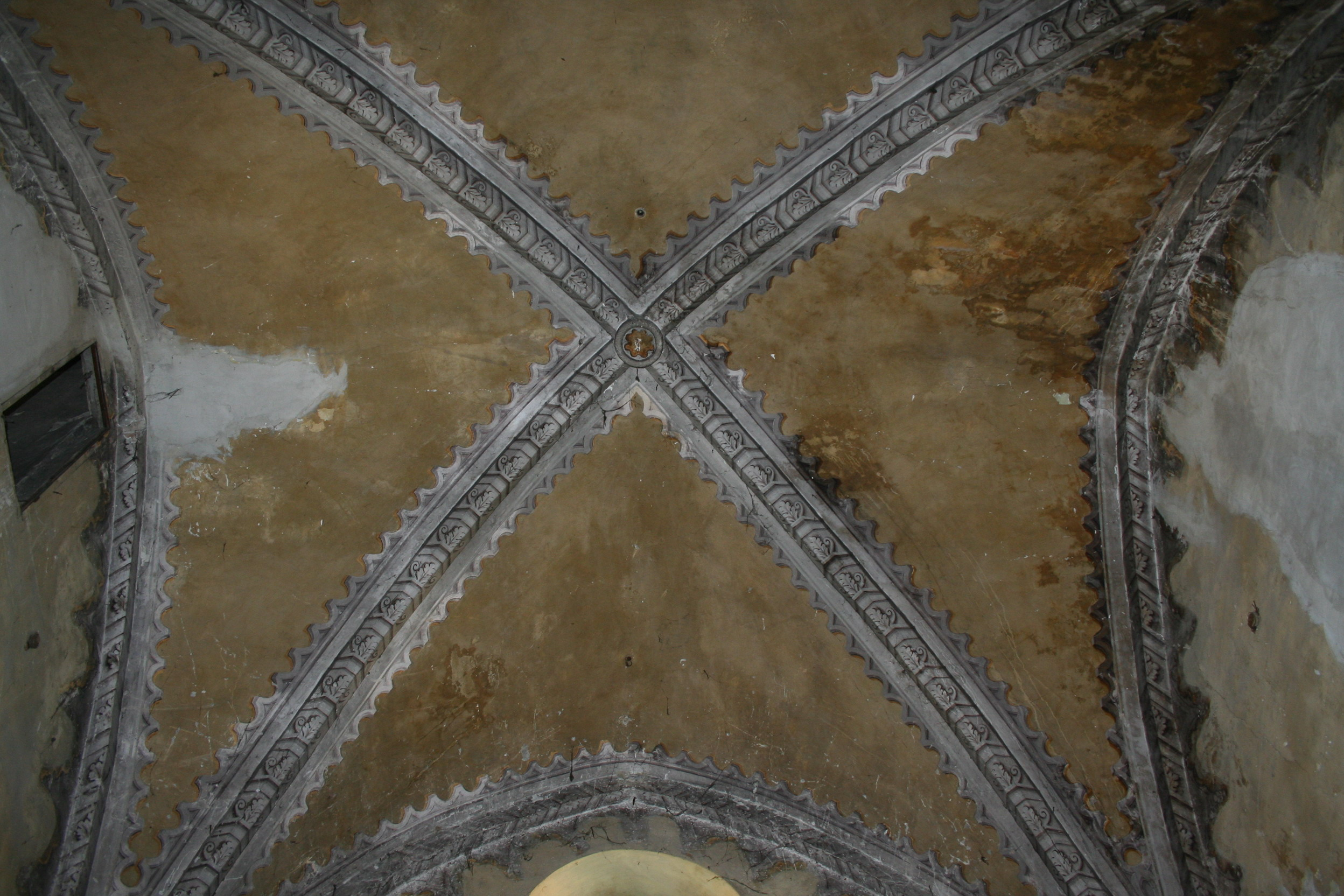
volta dipinta dell'abside
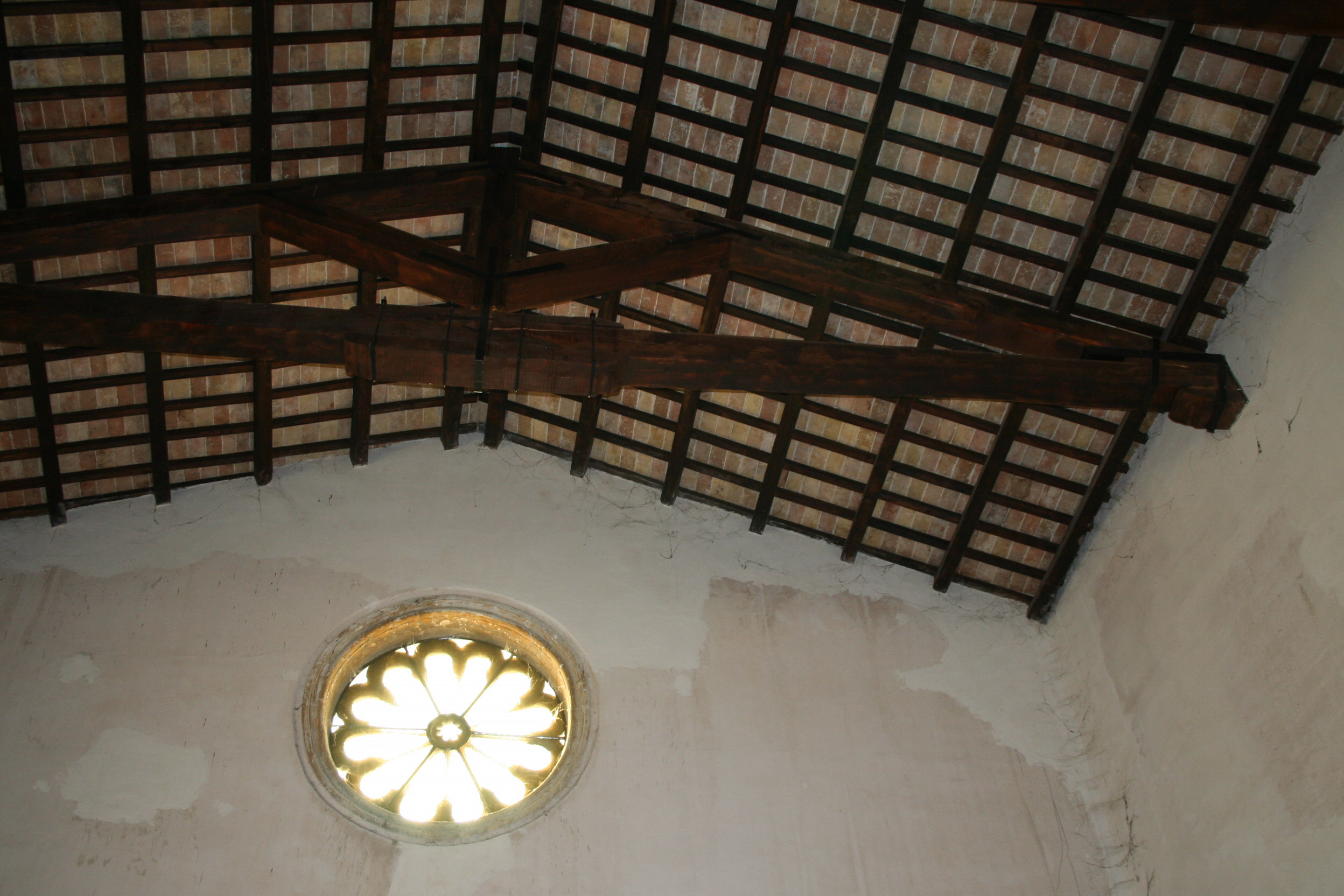
soffitto a capriate